# Homme riche

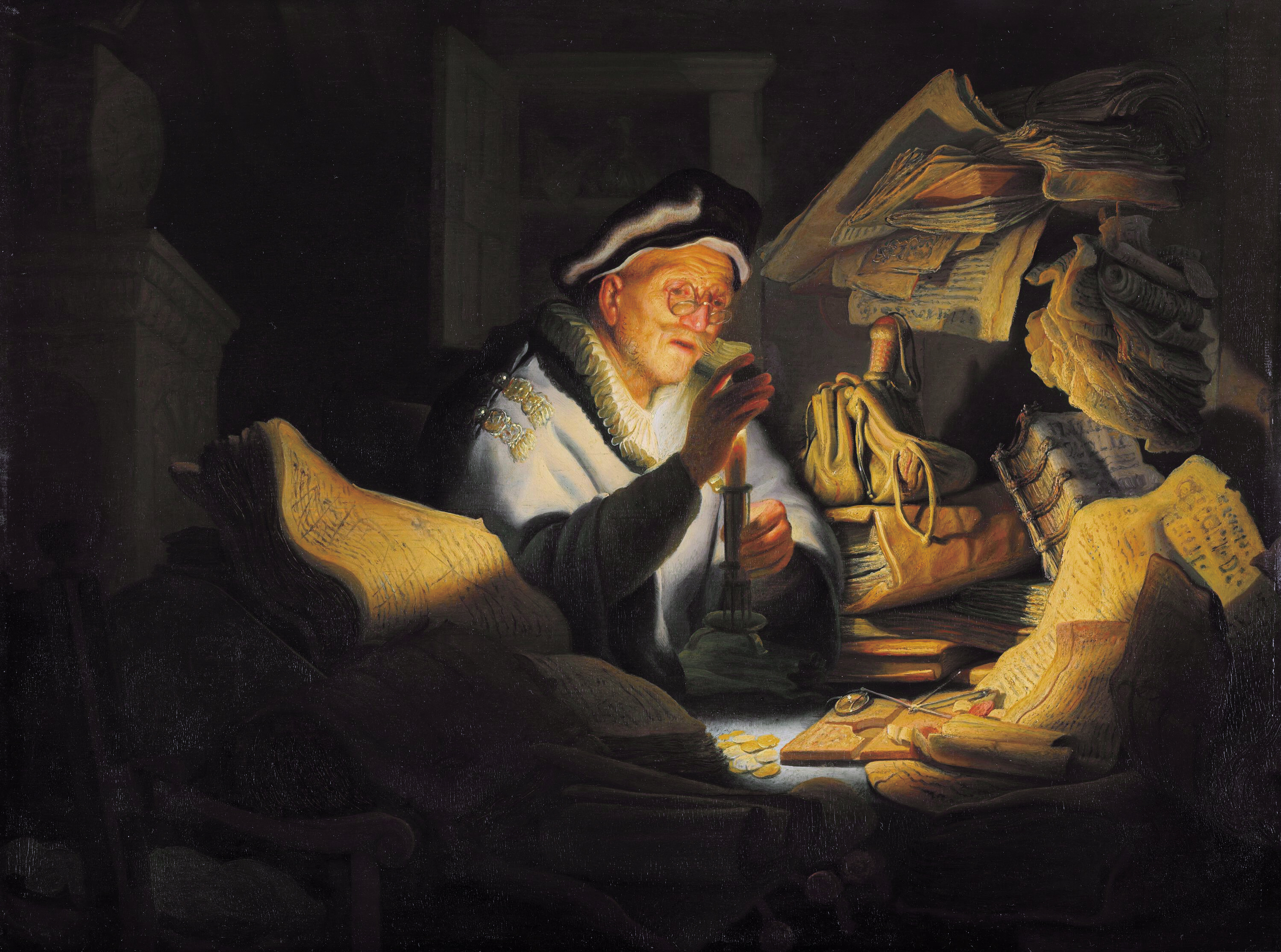
La parabole de l'Homme riche par Rembrandt, 1627.

L'Homme riche est une parabole de Jésus-Christ dans l'Évangile selon Luc. Elle proclame qu'il faut être généreux.
Dans le domaine de l'exégèse biblique, elle fait partie du Sondergut de cet évangile.

## Texte
Évangile selon Luc, chapitre 12, versets 15 à 21 :

« Puis il leur dit : Gardez-vous avec soin de toute avarice ; car la vie d'un homme ne dépend pas de ses biens, fût-il dans l'abondance. Et il leur dit cette parabole : Les terres d'un homme riche avaient beaucoup rapporté. Et il raisonnait en lui-même, disant : Que ferai-je ? car je n'ai pas de place pour serrer ma récolte. Voici, dit-il, ce que je ferai : j'abattrai mes greniers, j'en bâtirai de plus grands, j'y amasserai toute ma récolte et tous mes biens ; et je dirai à mon âme : Mon âme, tu as beaucoup de biens en réserve pour plusieurs années ; repose-toi, mange, bois, et réjouis-toi. Mais Dieu lui dit : Insensé! cette nuit même ton âme te sera redemandée; et ce que tu as préparé, pour qui cela sera-t-il ? Il en est ainsi de celui qui amasse des trésors pour lui-même, et qui n'est pas riche pour Dieu. »

— Traduction d'après la Bible Louis Segond.

## Interprétation
Saint-Basile, dans son homélie sur la richesse et ce passage de l’Évangile, rappelle que Dieu nous a donné un grand bien : la vie, et c'est là le plus important. Avec les richesses terrestres, il faut être généreux envers son prochain : « Je rassasierai les affamés, j'ouvrirai mes greniers et j'inviterai les pauvres. J'imiterai Joseph, j'annoncerai à tous ma charité, je ferai entendre une parole généreuse : Vous tous, qui manquez de pain, venez à moi. Que chacun prenne une part suffisante des dons que Dieu m'a accordés ! Venez y puiser comme à des fontaines publiques », conclut l’archevêque.